# Идолта
Идолта (бел. Ідо́лта) — агрогородок в составе Повятского сельсовета Миорского района Витебской области Беларуси. Население — 303 человека (2019).

## География
Агрогородок расположен в 10 км к юго-востоку от Друи и в 15 километрах к северо-западу от Миор. Вытянут вдоль западного берега озера Идолта. В 2 км к югу от агрогородка расположена железнодорожная станция Идолты на линии Друя-Воропаево.

## История
Идолта известна с XVI века, первоначально принадлежала роду Рудоминов-Дусяцких. C 1725 по 1824 год принадлежала роду Сапег. В 1824 году Идолту купили судья Иосиф Милош и его сын Евгений, которые построили в Идолте усадьбу и часовню-усыпальницу.

## Достопримечательность
- Католическая церковь Божией Матери Скапулярия, 1937—1939 гг. —  Историко-культурная ценность Республики Беларусь, шифр 213Г000557
- Усадьба Милошей, конец XIX века
- Часовня-усыпальница Милошей, 1862 год
- Деревянная плебания, начало XX века

## Галерея

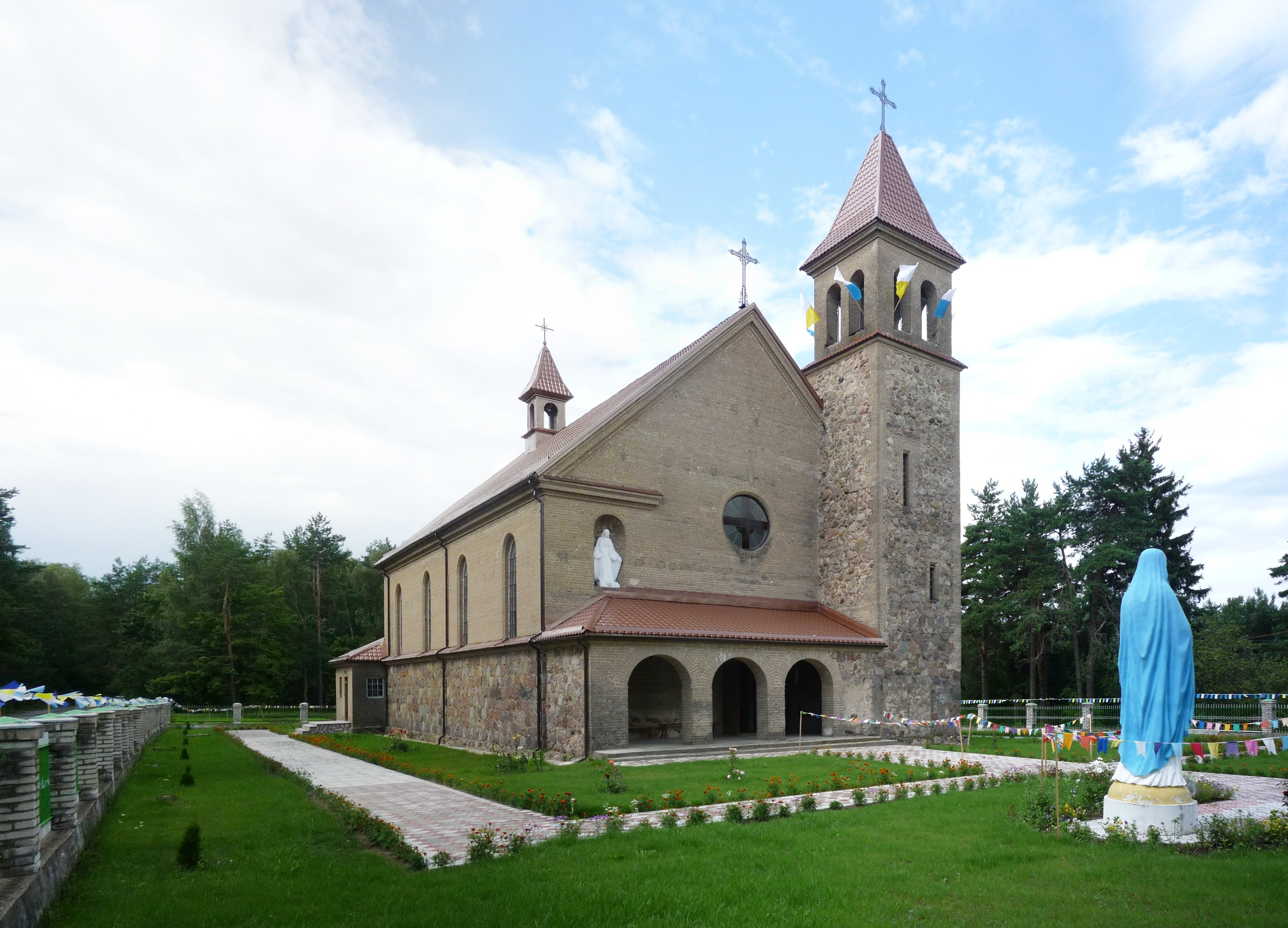
Католическая церковь Божией Матери Скапулярия
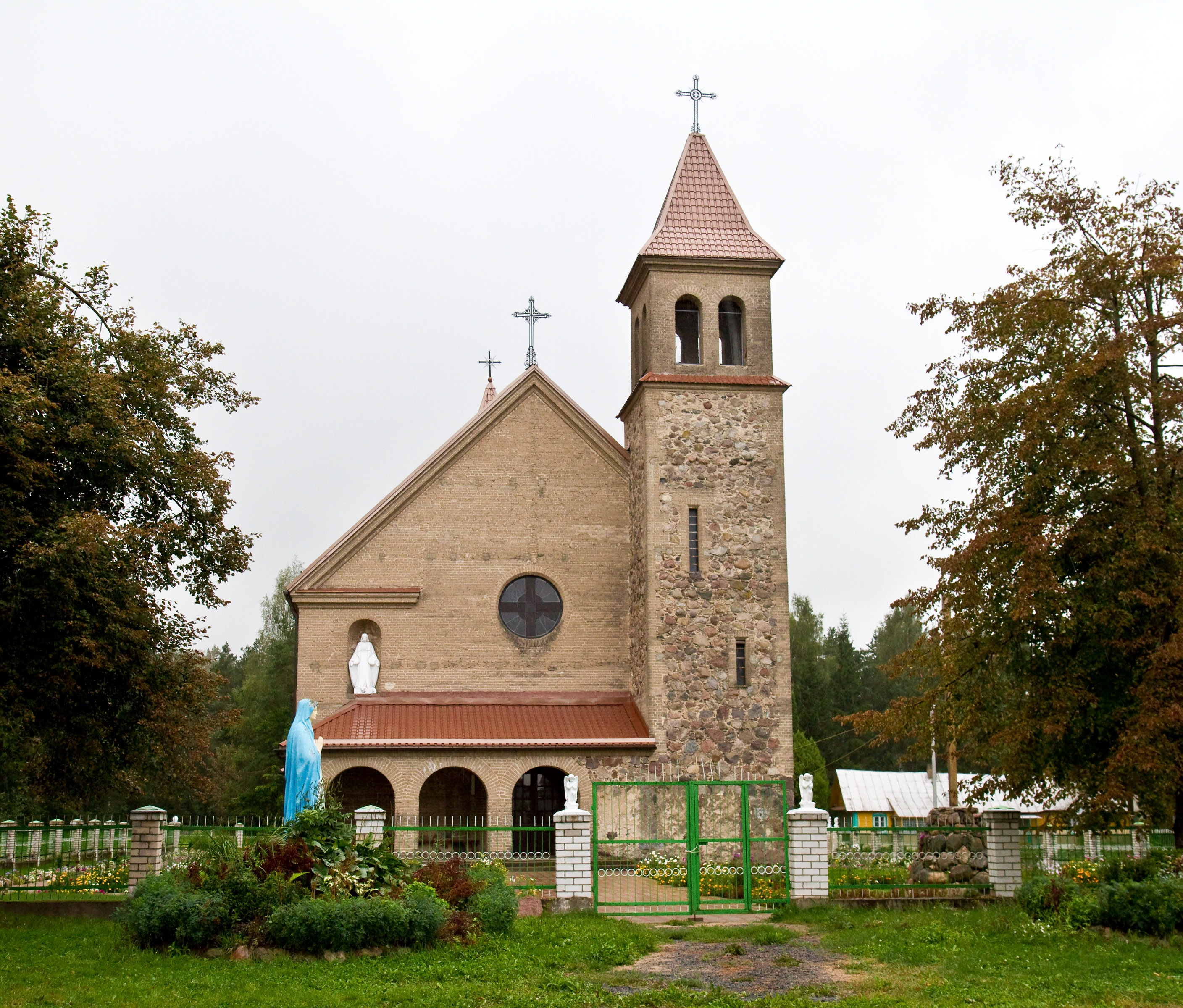
Католическая церковь Божией Матери Скапулярия
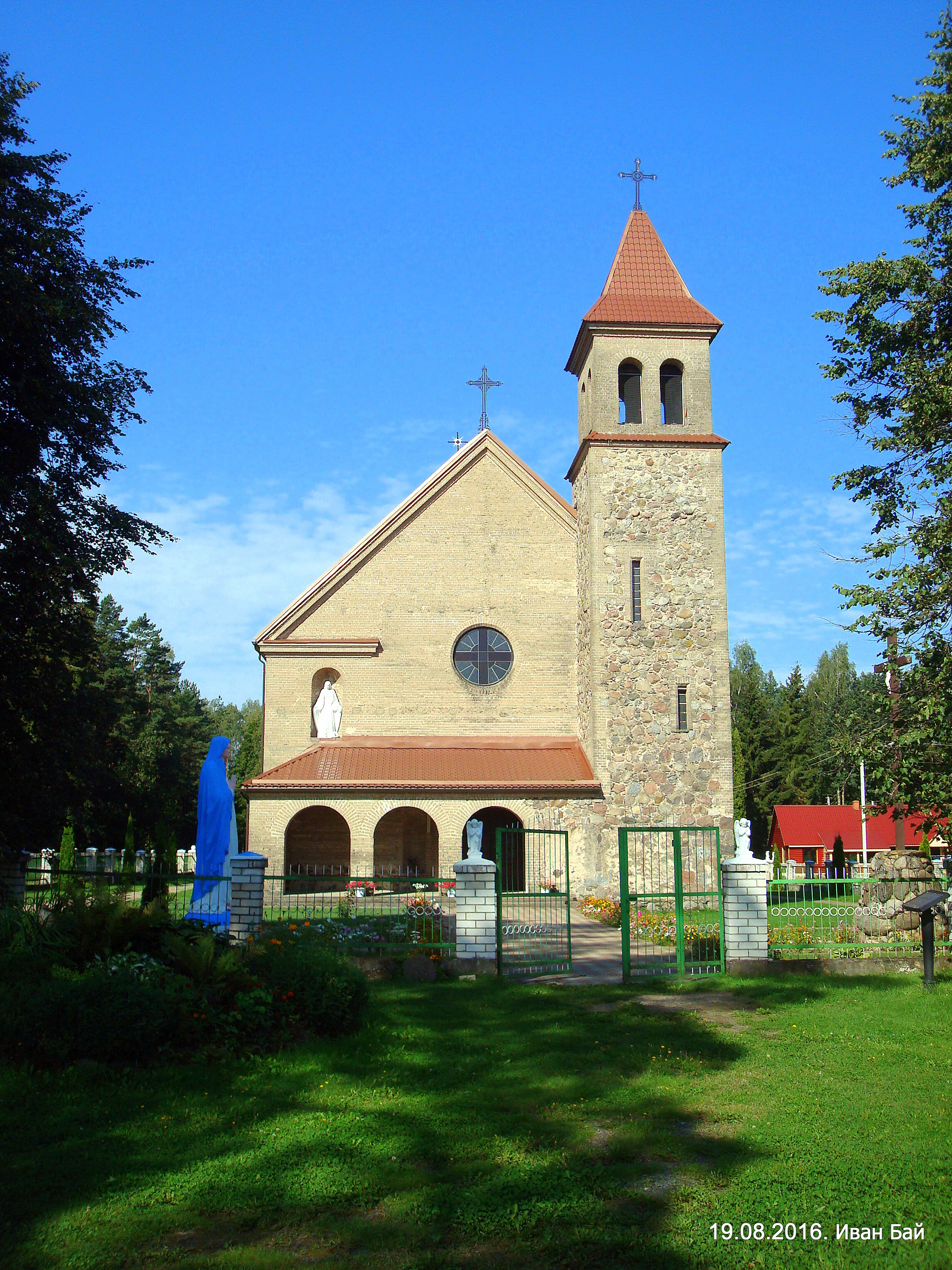
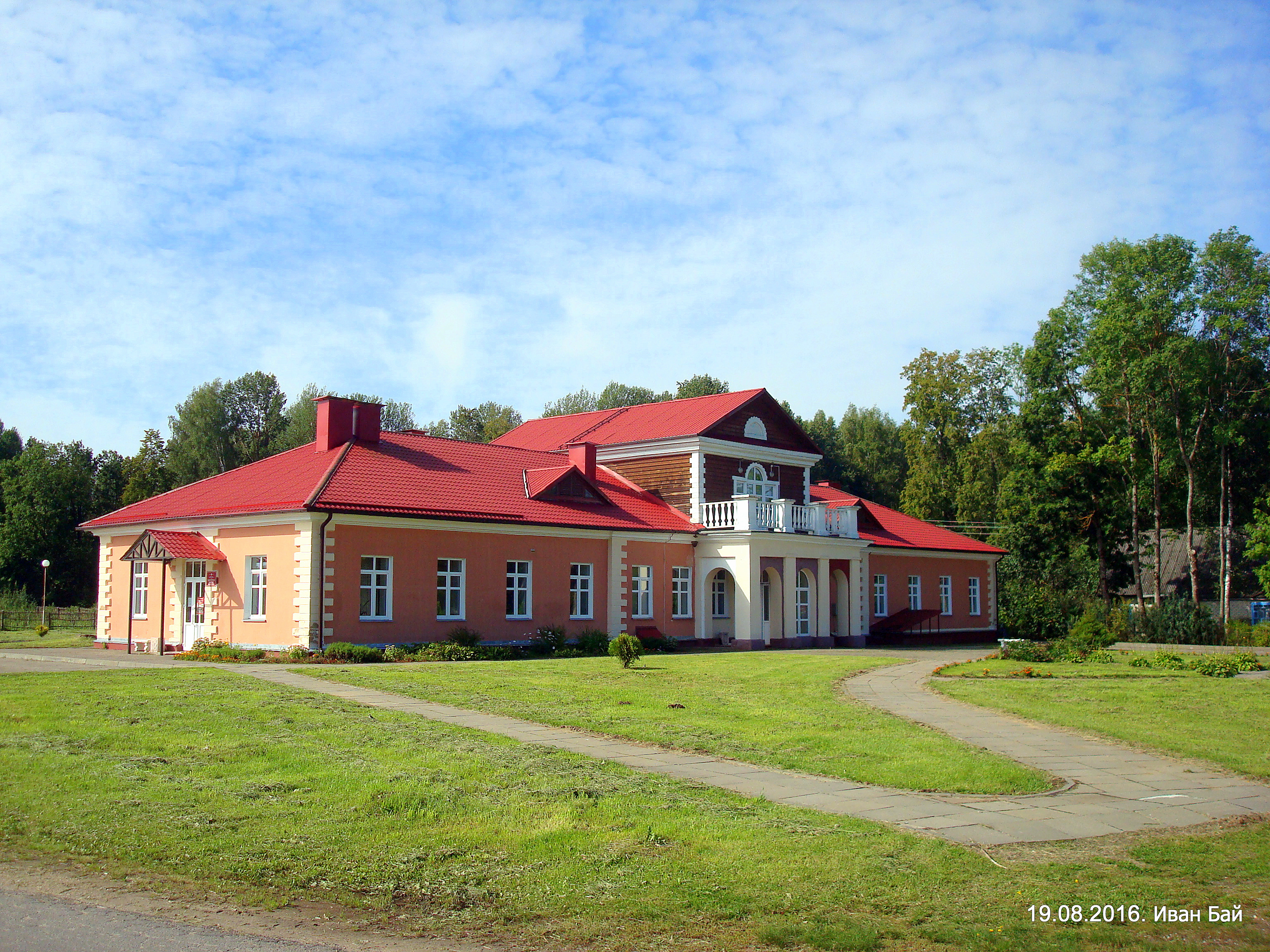
Усадьба Милошей
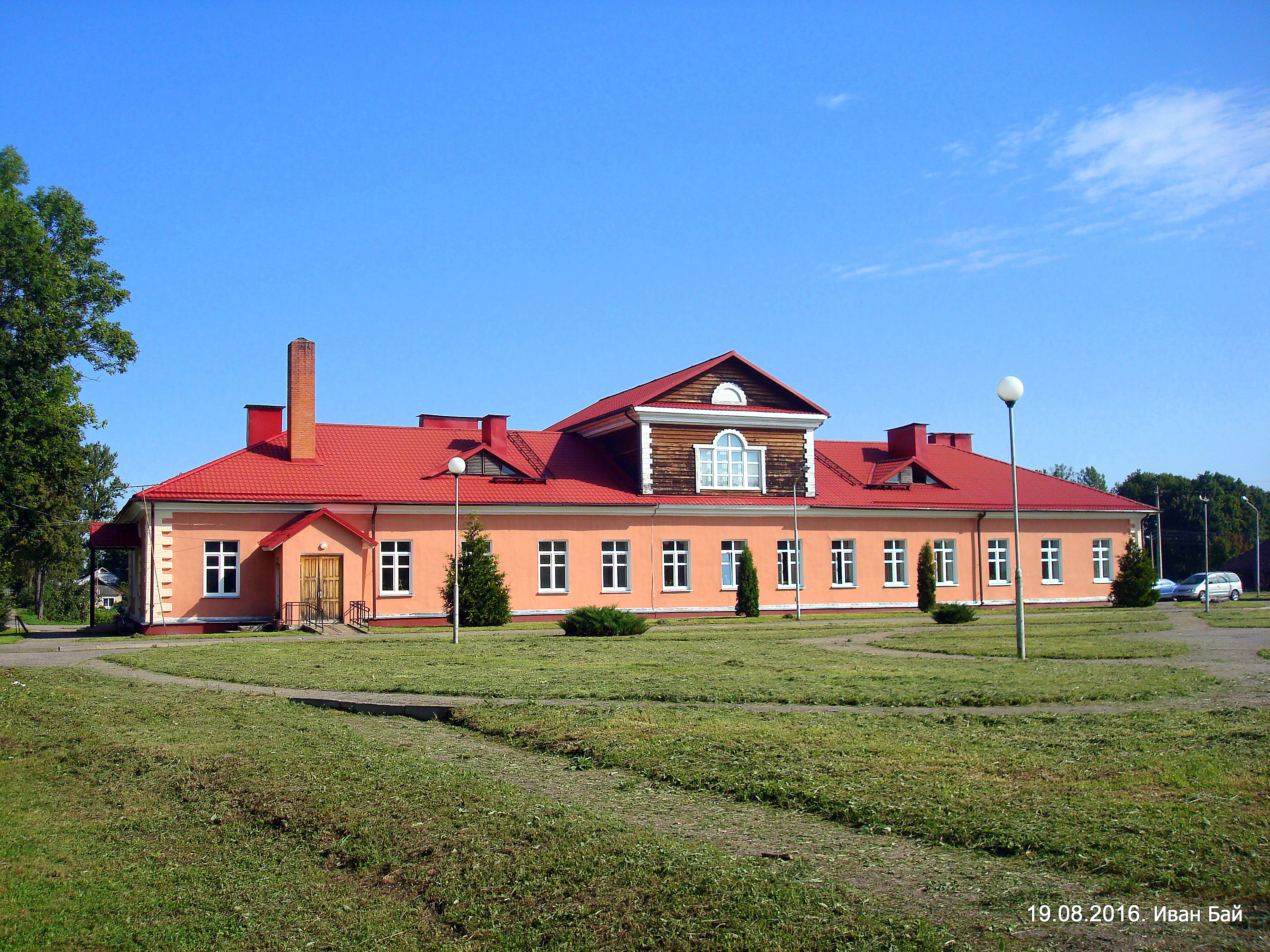
Усадьба Милошей
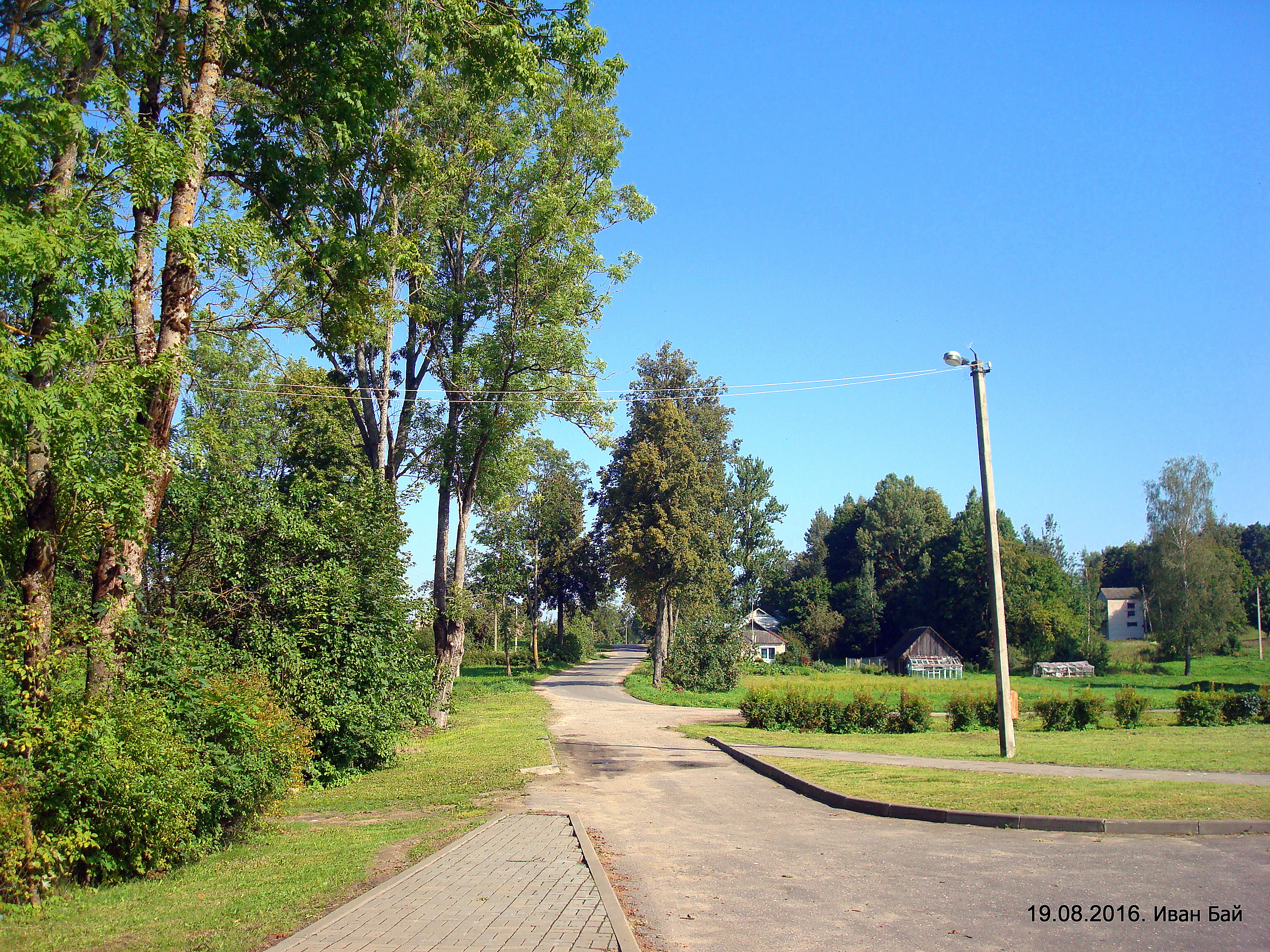